# سائکو
سائکو (انگلیسی: Saeco) شرکت لوازم خانگی ایتالیایی است، که در سال ۱۹۸۱ تأسیس شد.